# Frontera entre França i Nova Zelanda
La frontera entre França i Nova Zelanda es completament marítima i es troba a l'oceà Pacífic. Delimita la zona econòmica exclusiva entre els dos països, concretament la Col·lectivitat d'ultramar francesa de Wallis i Futuna amb les illes Tokelau, i d'altra banda entre la Polinèsia francesa i les illes Cook.

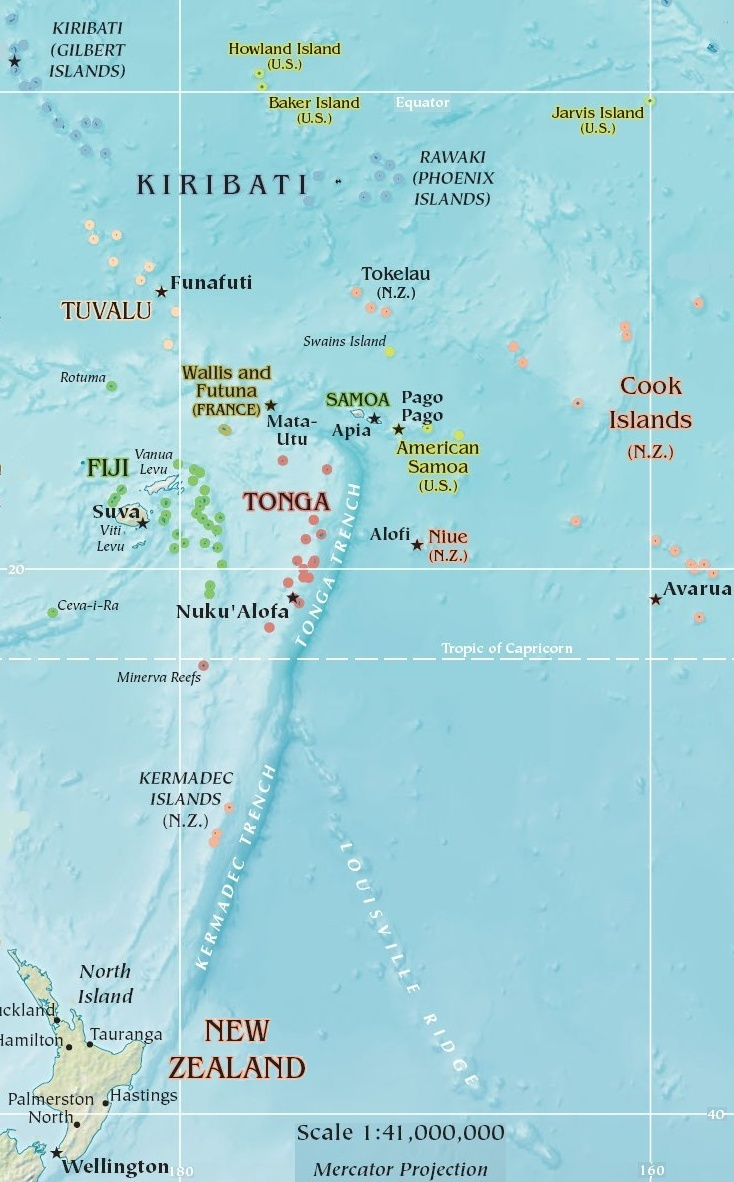
Illes d'Oceania Central

## Illles Cook - Polinèsia francesa
El límit entre les illes Cook i la Polinèsia francesa és definit per la convenció de delimitació marítima entre el govern de la República francesa i el govern de les illles Cook, signat el e d'agost de 1990 a Rarotonga.
El límit definit per la convenció és una successió de rutes loxodròmiques connectant els següents 8 punts, aproximant-se a la línia equidistant dels dos territoris:
1. 15° 52′ 08″ S, 158° 07′ 41″ O / 15.86889°S,158.12806°O
2. 16° 24′ 18″ S, 157° 52′ 07″ O / 16.40500°S,157.86861°O
3. 17° 19′ 06″ S, 157° 14′ 45″ O / 17.31833°S,157.24583°O
4. 18° 20′ 44″ S, 156° 02′ 31″ O / 18.34556°S,156.04194°O
5. 18° 55′ 11″ S, 155° 10′ 28″ O / 18.91972°S,155.17444°O
6. 19° 15′ 26″ S, 154° 48′ 20″ O / 19.25722°S,154.80556°O
7. 21° 24′ 20″ S, 156° 19′ 23″ O / 21.40556°S,156.32306°O
8. 24° 53′ 40″ S, 156° 08′ 33″ O / 24.89444°S,156.14250°O

En total, aquesta frontera té una superfície aproximada de 1.195 km, sobre unes 645 milles nàutiques.

## Wallis i Futuna i Tokelau
La frontera entre les Tokelau  i Wallis i Futuna és definit per la convenció de delimitació marítima entre el govern de la República francesa i el govern de Nova Zelanda, signat el 30 de juny de 2003 a Atafu
l límit definit per la convenció és una successió de rutes loxodròmiques connectant els següents 3 punts, aproximant-se a la línia equidistant dels dos territoris:
1. 10° 56′ 20″ S, 174° 16′ 45″ O / 10.93889°S,174.27917°O
2. 10° 41′ 04″ S, 174° 36′ 14″ O / 10.68444°S,174.60389°O
3. 9° 53′ 03″ S, 175° 36′ 58″ O / 9.88417°S,175.61611°O